# Mont Horohoro
Le mont Horohoro (ホロホロ山, Horohoro-yama) est une montagne culminant à 1 322 m d'altitude à la limite entre les villages de Date et Shiraoi en Hokkaidō au Japon. C'est la plus haute montagne de la sous-préfecture d'Iburi.
Du sommet on peut voir les lacs Tōya et Shikotsu, les monts Yōtei et Eniwa et même la périphérie de Sapporo.